# Strabrecht
Strabrecht is een buurtschap in de gemeente Heeze-Leende in de Nederlandse provincie Noord-Brabant. Het ligt ten oosten van het dorp Heeze. ‘Stra’ betekent ontginning aan de weg en ‘Brecht’ betekent ‘open plek in het bos’.
Vroeger lag bij Strabrecht een watermolen op de Kleine Dommel met de naam Strabrechtse Watermolen. De Strabrechtse Heide ontleent haar naam aan het gehucht. 
Dorpen: Heeze · Leende · Sterksel 

Buurtschappen: Boschhoven · Bruggerhuizen · Euvelwegen · Ginderover · Hazenhurk · Heezerenbosch · Kerkhof · Kreijl · Leenderstrijp · Muggenberg · Oosterik · Oudenmolen · Rul · Strabrecht · Valkenhorst · Ven · Zevenhuizen

Noord-Brabant: Steden en dorpen      Nederland: Provincies · Gemeenten